# 戰場的賦格曲
《戰場的賦格曲》是一款由CyberConnect2開發和發行的戰略角色扮演遊戲。這是該公司的《Little Tail Bronx》系列的第四部作品，也是《貓犬協奏曲》和《蒼空騎士～飛向CODA～》的前傳。遊戲發生在一個飽受戰爭蹂躪的世界，居住著擬人化的狗和貓（分別稱為“Caninu”和“Felineko”，字面意思為“狗人”和“貓人”），其中一群的兒童在巨型坦克上與敵國士兵對抗，為生存而奮鬥。該遊戲於2021年7月發布，適用於Microsoft Windows、任天堂Switch、PlayStation 4、 PlayStation 5、Xbox One和Xbox Series X/S。
續作《戰場的賦格曲 2》於2022年7月宣布，並於2023年5月11日發行。

## 外部連結
- 官方网站